# Рыбинка (Омская область)
Рыбинка или Рыбинск — исчезнувшая деревня в Оконешниковском районе Омской области России. Входила в состав Чистовского сельсовета. Упразднена в 1989 г.

## География
Располагалась на границе с Новосибирской областью, в 6 км (по прямой) от центра сельского поселения села Чистово.

## История
Основана в 1909 году. В 1928 году посёлок Рыбинский состоял из 59 хозяйств. В поселке располагалась школа 1-й ступени. В административном отношении входил в состав Чистовского сельсовета Крестинского района Омского округа Сибирского края. До 1959 г. являлось отделением колхоза имени Молотова. Затем колхоз был включен в состав совхоза «Крестинский». С 1961 г. отделение совхоза «Чистовский». Решением Оконешниковского райисполкома от 08.12.1987 № 231 д. Рыбинка была исключена из учётных данных.

## Население
По переписи 1926 г. в посёлке проживало 296 человек (144 мужчины и 192 женщины), основное население — украинцы. По данным на 1977 г. в деревне проживало 34 человека.